# 72-й армійський корпус (Третій Рейх)
LXXII-й (72-й) армі́йський ко́рпус (нім. LXXII. Armeekorps) — армійський корпус Вермахту за часів Другої світової війни.

## Історія
LXXII-й армійський корпус був сформований 13 лютого 1944 на території Південної України, як 72-й корпус особливого призначення. У жовтні 1944 перетворений на 72-й армійський корпус Вермахту.

## Райони бойових дій
- СРСР (південний напрямок) (лютий — вересень 1944);
- Румунія та Балкани (вересень 1944 — січень 1945);
- Угорщина та Чехословаччина (січень — травень 1945).

## Командування

### Командири
- генерал від інфантерії Сигізмунд фон Ферстер (нім. Sigismund von Förster) (13 лютого — вересень 1944);
- генерал-майор Георг Цваде (нім. Georg Zwade) (вересень 1944), ТВО;
- генерал-лейтенант Август Шмідт (нім. August Schmidt) (15 вересня 1944 — 22 січня 1945);
- генерал від інфантерії Антон Грассер (нім. Anton Grasser) (22 січня — квітень 1945).
- генерал-лейтенант Вернер Шмідт-Гаммер (нім. Werner Schmidt-Hammer) (квітень — 8 травня 1945), ТВО.

## Бойовий склад 72-го армійського корпусу
Формування управління, забезпечення та підтримки
- 472-ге артилерійське командування (Arko 472),
- 472-ге управління корпусного постачання (Korps-Nachschubtruppen 472);
- 472-й корпусний батальйон зв'язку (Korps-Nachrichten-Abteilung );
- 472-й корпусний кулеметний батальйон (Korps MG Bataillon 472);

- 370-та піхотна дивізія (370. Infanterie-Division);
- 5-та авіапольова дивізія (5. Luftwaffen-Felddivision).

- 15-та піхотна дивізія (Румунія) (15. Infanterie-Division (rumänisch));
- 21-ша піхотна дивізія (Румунія) (21. Infanterie-Division (rumänisch);
- 153-тя навчально-польова дивізія (153. Feld-Ausbildungs-Division).

- 76-та піхотна дивізія (76. Infanterie-Division).

- 25-та піхотна дивізія (Угорщина) (25. Infanterie-Division (ungarisch);
- 76-та піхотна дивізія.

- 1-ша кавалерійська дивізія (Угорщина) (1. Kavallerie-Division (ungarisch);
- 271-ша фольксгренадерська дивізія (271. Volks-Grenadier-Division).

- 46-та піхотна дивізія (46. Infanterie-Division);
- 101-ша єгерська дивізія (101. Jäger-Division);
- Бойова група Фішера (Kampfgruppe Fischer);
- 154-та навчально-польова дивізія (154. Feld-Ausbildungs-Division).

- 8-ма єгерська дивізія (8. Jäger-Division);
- 101-ша єгерська дивізія.

- 8-ма єгерська дивізія;
- Бойова група «Кайзер» (Kampfgruppe Kaiser).

- 8-ма єгерська дивізія;
- 271-ша фольксгренадерська дивізія;
- Бойова група «Кайзер».

- 76-та піхотна дивізія;
- 8-ма єгерська дивізія;
- 271-ша фольксгренадерська дивізія.

- 153-тя гренадерська дивізія (153. Grenadier-Division);
- 271-ша фольксгренадерська дивізія.

- 182-га піхотна дивізія (182. Infanterie-Division);
- 357-ма піхотна дивізія (357. Infanterie-Division);
- 153-тя гренадерська дивізія;
- 271-ша фольксгренадерська дивізія.

- 182-га піхотна дивізія (182. Infanterie-Division);
- 711-та піхотна дивізія (711. Infanterie-Division);
- 46-та фольксгренадерська дивізія (46. Volks-Grenadier-Division);
- 271-ша фольксгренадерська дивізія.

- 15-та піхотна дивізія (15. Infanterie-Division);
- 76-та піхотна дивізія;
- 153-тя піхотна дивізія (153. Infanterie-Division);
- 601-ша дивізія особливого призначення (Division z.b.V. 601).

- 254-та піхотна дивізія (254. Infanterie-Division);
- 304-та піхотна дивізія (304. Infanterie-Division);
- 78-ма фольксштурмова дивізія (78. Volks-Sturm-Division).